# Marcello Osler
Marcello Osler (Pergine Valsugana, Italia; 18 de agosto de 1945 – Pergine Valsugana, Italia; 21 de julio de 2023) fue un ciclista italiano especialista en ruta.

## Carrera
Como aficionado logró ganar tres competiciones entre 1970 y 1972 antes de convertirse en profesional en 1973. Como profesional participó en seis ediciones del Giro de Italia entre 1973 y 1979, donde su mejor ubicación fue el lugar 38 en 1975, año en el que ganó su única etapa en el Giro, la octava entre Potenza y Sorrento. También tuvo una participación en el Tour de Francia en 1976 donde terminó en el lugar 66.
También participó en otras competiciones como la Milán-San Remo en cuatro ocasiones, donde finalizó en noveno lugar en 1978; en el Tour de Flandes de 1975 donde terminó en el lugar 19 y en dos ocasiones en el París-Roubaix donde terminó entre los mejores 30 en ambas ocasiones.
También representó a Italia como suplente en el Campeonato Mundial de Ciclismo en Ruta de 1976.

## Equipos
| Periodo   | Equipo               |
| --------- | -------------------- |
| 1973-1974 | Sammontana           |
| 1975-1977 | Brooklyn             |
| 1978      | Selle Royal-Inoxpran |
| 1979-1980 | Sanson-Campagnuolo   |

## Tras el retiro
Al retirarse, Osler puso una tienda de deportes en su ciudad natal. En 2013 sobrevivió a un ataque cardíaco, el cual lo dejó en una silla de ruedas.

## Logros
- Milán-Tortona (1): 1970
- Trofeo Papà Cervi (1): 1971
- Firenze-Viareggio (1): 1972
- Victoria en la Etapa 8 del Giro de Italia en 1975.